# 香取歩美
香取 歩美（かとり ふみ、1967年10月24日 - ）は、日本の元AV女優。
身長:154cm。スリーサイズ:B83・W58・H85。

## 略歴・人物
東京都出身
1988年にAVデビュー。
1992年引退。

## 出演作品

### アダルトビデオ
1988年
- 抱きしめたい（KUKI）…共演:香坂由加梨
- もうもどれない（VIP）
- ジュース13　遊び道具=スケベな女（VIP）
- 傷心（アリスJAPAN）
- 夏色天使（アリスJAPAN）
- 愛の嵐（アリスJAPAN）
- アイドルを探せ（アリスJAPAN）
- 喪失物語（アリスJAPAN）

1992年
- フーミンの淫欲日記（アイダス）

## 書籍

### 写真集
- マドンナメイト写真集 香取歩美